# Turismul în Turcia
Turismul din Turcia se bazează în mare parte pe o varietate de situri istorice și pe stațiunile de pe litoral, de-a lungul coastelor sale din Marea Egee și Marea Mediterană. Turcia a devenit, de asemenea, o destinație populară pentru cultură, spa și îngrijire medicală.
Cel mai bun din punct de vedere turistic pentru Turcia a fost anul 2014, când a atras aproximativ 42 de milioane de turiști străini, fiind cea de-a șasea cea mai populară destinație turistică din lume. Cu toate acestea, acest număr a scăzut la aproximativ 36 de milioane în 2015 și la aproximativ 25 de milioane în 2016. Cu toate acestea, numărul de turiști a început să-și revină în 2017, numărul de turiști străini crescând la 32 de milioane, iar în 2018 până la 39,5 milioane de vizitatori.
Antalya este considerată drept capitala turistică a Turciei. Printre cele mai mari orașe stațiuni se numără Bodrum, Fethiye, Marmaris, Kușadası, Çeșme, Didim și Alanya. De asemenea, Turcia a fost aleasă a doua în lume în 2015, cu cele 436 de plaje care au primit steagul albastru, potrivit Camerei Navale.
La începutul anului 2017, guvernul turc a cerut cetățenilor turci care trăiesc în străinătate să-și ia vacanțele în Turcia, încercând să revigoreze sectorul turistic aflat în dificultate din cauza economiei care a început să scadă la sfârșitul anului 2016. După referendumul constituțional din 2017, a fost înregistrată o altă scădere drastică a numărului de turiști din Germania. În 2018, totuși, Asociația Industriei Turismului din Germania a înregistrat o creștere a rezervărilor turistice germane pentru Turcia, cu o creștere de 70% fiind înregistrată doar de Grupul TUI.